# Landschaftspark Binntal

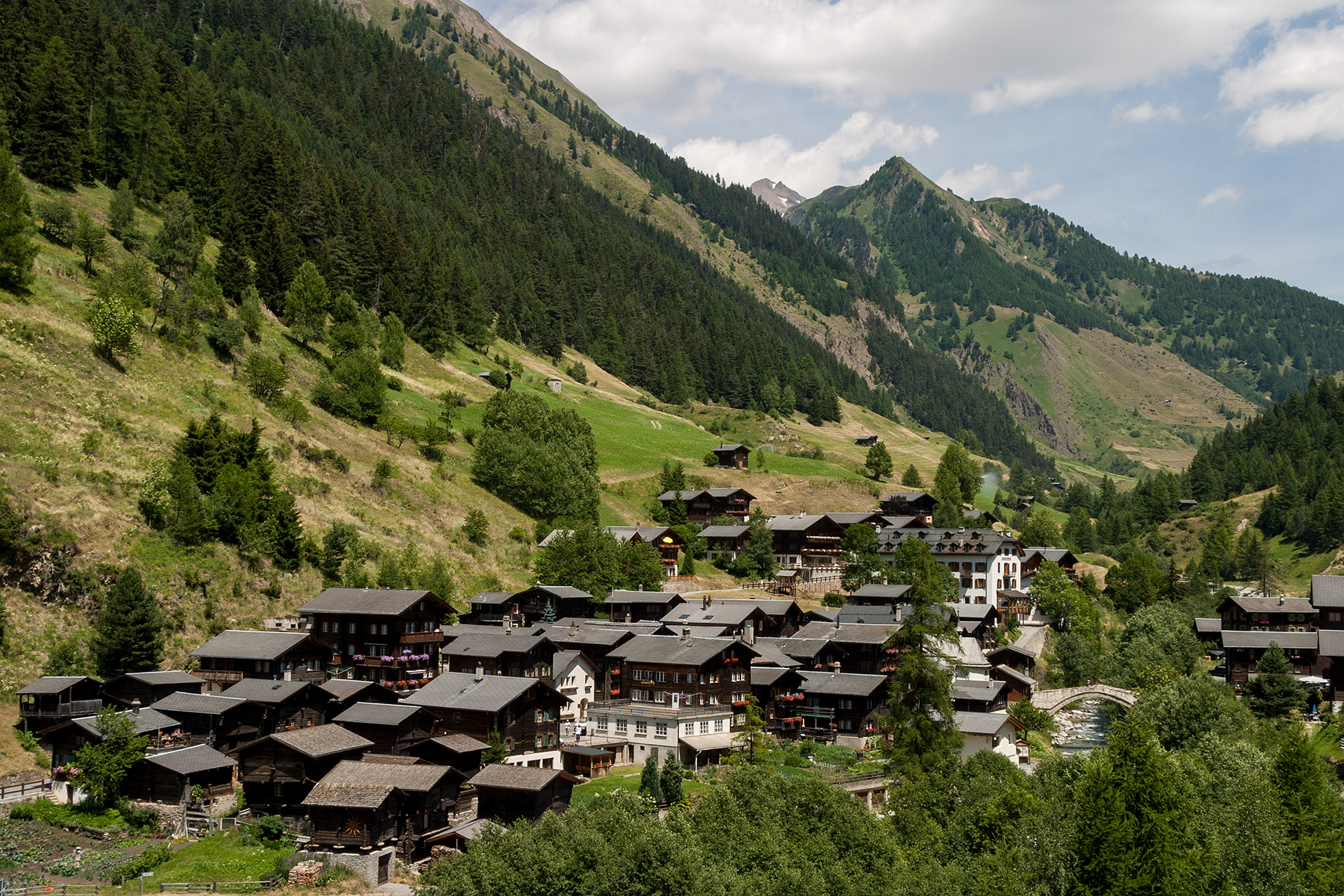
Binn

Der Landschaftspark Binntal ist ein Naturpark in den Alpen und ein Regionaler Naturpark von nationaler Bedeutung im Oberwallis in der Schweiz.

## Geografie

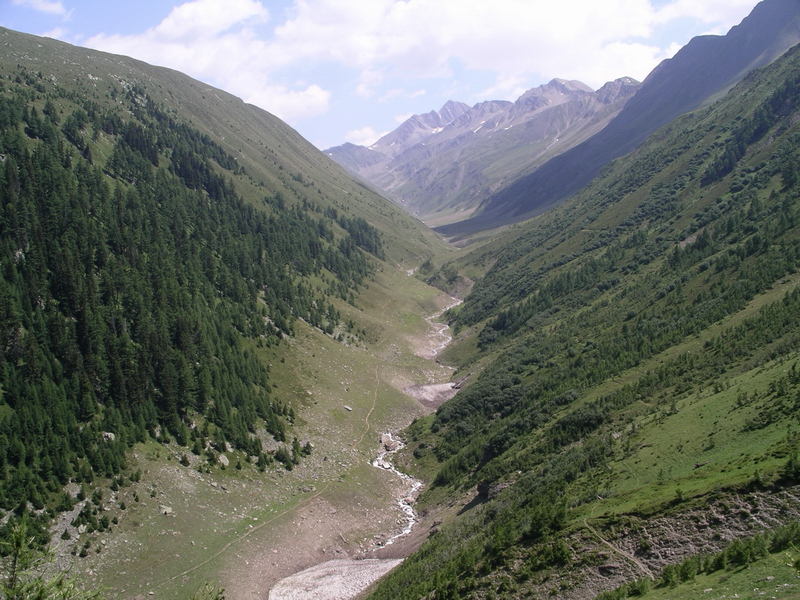
Rappental

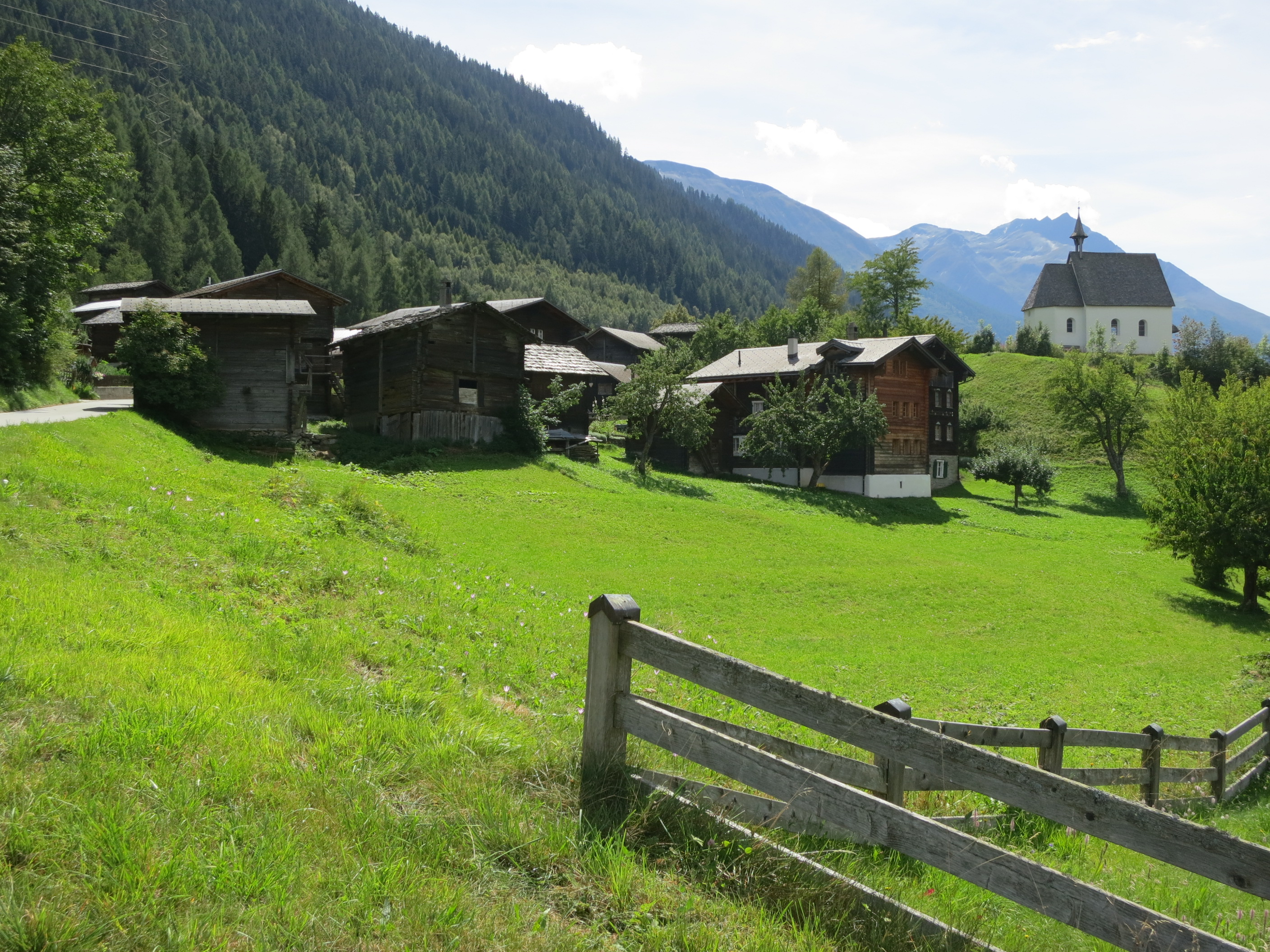
Mühlebach

Der Landschaftspark Binntal umfasst Gebiete im Binntal, das dem Einzugsbereich der Binna entspricht, sowie im Haupttal an der Rhone (walliserdeutsch Rotten). Im Parkgebiet befanden sich bis 2020 die sechs Walliser Ortschaften Binn, Ernen, Grengiols, Bister, Niederwald und Blitzingen. Niederwald und Blitzingen gehören seit 2017 zur Munizipalgemeinde Goms und mussten per 2020 aus dem Parkgebiet ausscheiden. Der Park erstreckt sich somit über Teile des Bezirks Goms und des Bezirks Östlich Raron.
Ausserhalb der Hauptdörfer liegen mehrere Weiler im Gebiet wie etwa Schmidighischere, Wileren, Deisch und Fäld.
Im Süden grenzt der Landschaftspark Binntal an den Alpenhauptkamm, über welchen die Grenze zwischen Italien und der Schweiz verläuft. Südlich davon schliesst der Parco naturale dell’Alpe Veglia e dell’Alpe Devero an, der älteste Naturpark im Piemont (Italien).
Die Gebirgslandschaft des Naturparks umfasste von Blitzingen bis Bister einen 15 Kilometer langen Abschnitt der Südflanke des Rhonetales. Ausser der Binna münden in diesem Bereich noch neun andere Wildbäche von Süden in den Rotten.
Das Binntal wird umrahmt von den Bergen der Monte-Leone-Blinnenhorn-Gruppe der Walliser Alpen. Zum Talkomplex gehören die grossen südlichen Seitentäler Lengtal, Saflischtal, Mättital und Chriegalptal. Die Bergbäche Saflischbach, Chummewasser und Chriegalpwasser vereinigen sich bei Heiligkreuz zum Lengtalwasser, das beim Weiler Ze Binne in die Binna mündet. Im Gebirge des Landschaftsparks liegen mehrere kleine Bergseen wie der Blausee im Saflischtal (Grengiols), der Chumme-Stausee der Alp Chumme, der Geisspfadsee am Geisspfadpass, der Feldbachsee sowie die Gruppen kleinerer Bergseen oberhalb von Grengiols und Blitzingen; die Gewässer sind in der Liste der Seen im Kanton Wallis aufgeführt. An den höchsten Stellen der Berge liegen mehrere kleine Gletscherreste, zum Beispiel der Rappegletscher, der Fäldbachgletscher, der Westgletscher des Ofenhorns und der Mättitalgletscher sowie der Hillegletscher am Hillehorn.
Den höchsten Punkt des Landschaftsparks Binntal bildet das Helsenhorn südlich von Binn mit der Höhe von 3272 m. ü. M.

## Geschichte des Parks

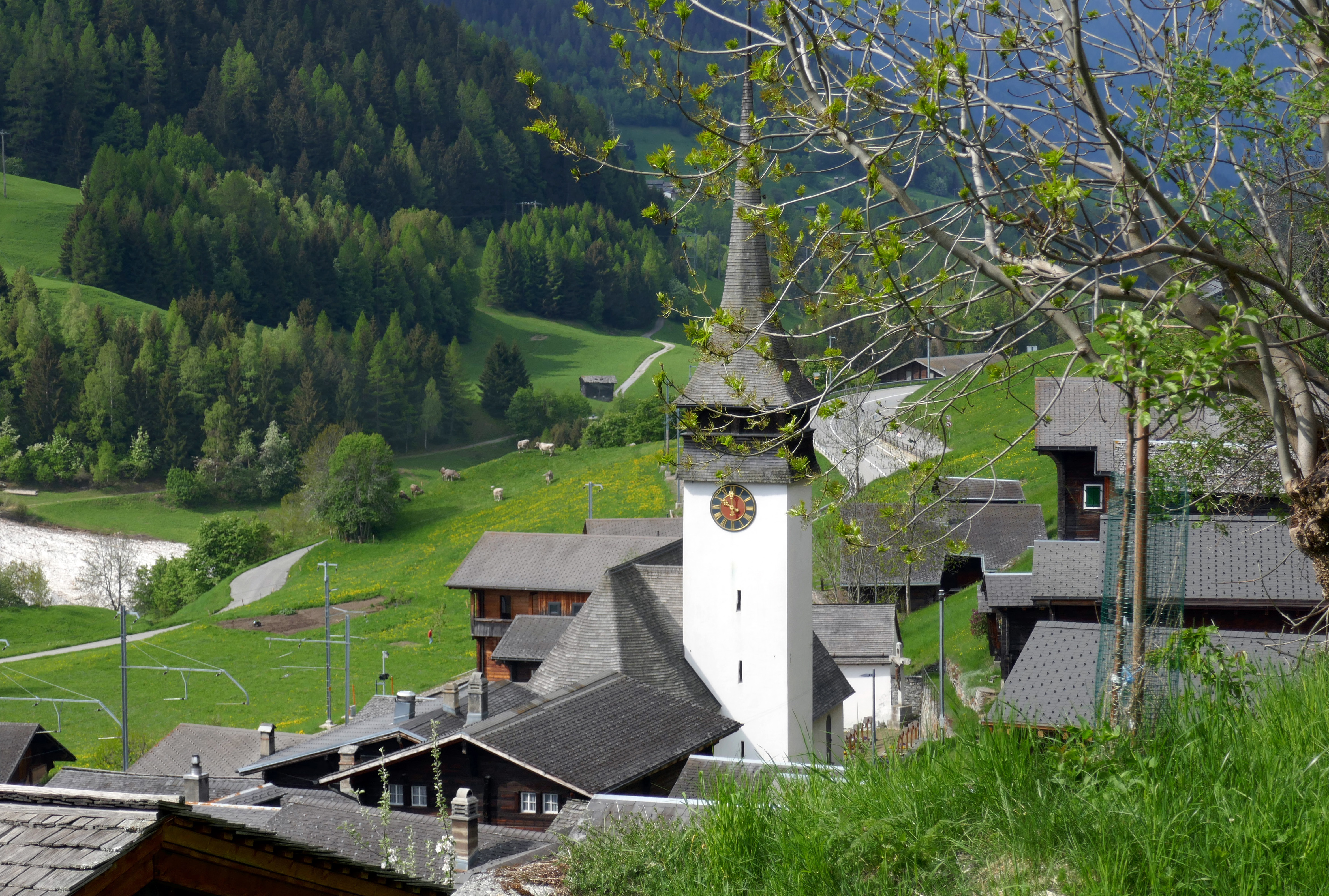
Niederwald

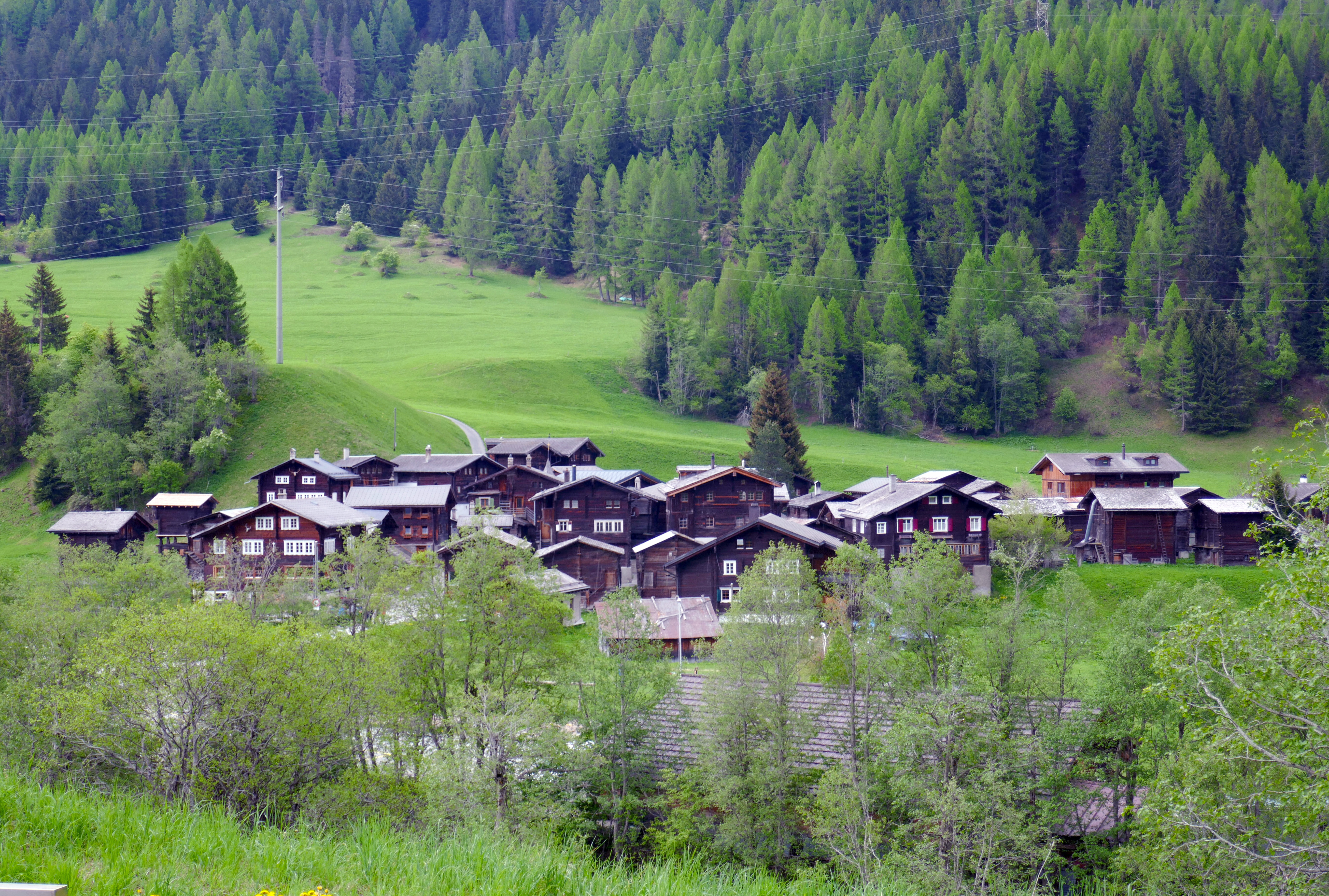
Blitzingen-Bodme

1964 unterschrieben die Gemeinde Binn, der Walliser Bund für Naturschutz (heute Pro Natura Wallis) und die Sektion Monte Rosa des Schweizer Alpen-Clubs (SAC) einen Vertrag für die Dauer von 100 Jahren, welcher 46,5 km² im Binntal unter Schutz stellt. Bestandteil des Vertrags ist der Verzicht auf eine Nutzung der Wasserkraft und auf den Bau von touristischen Infrastrukturen (Beschluss der Urversammlung vom 17. September 1964).

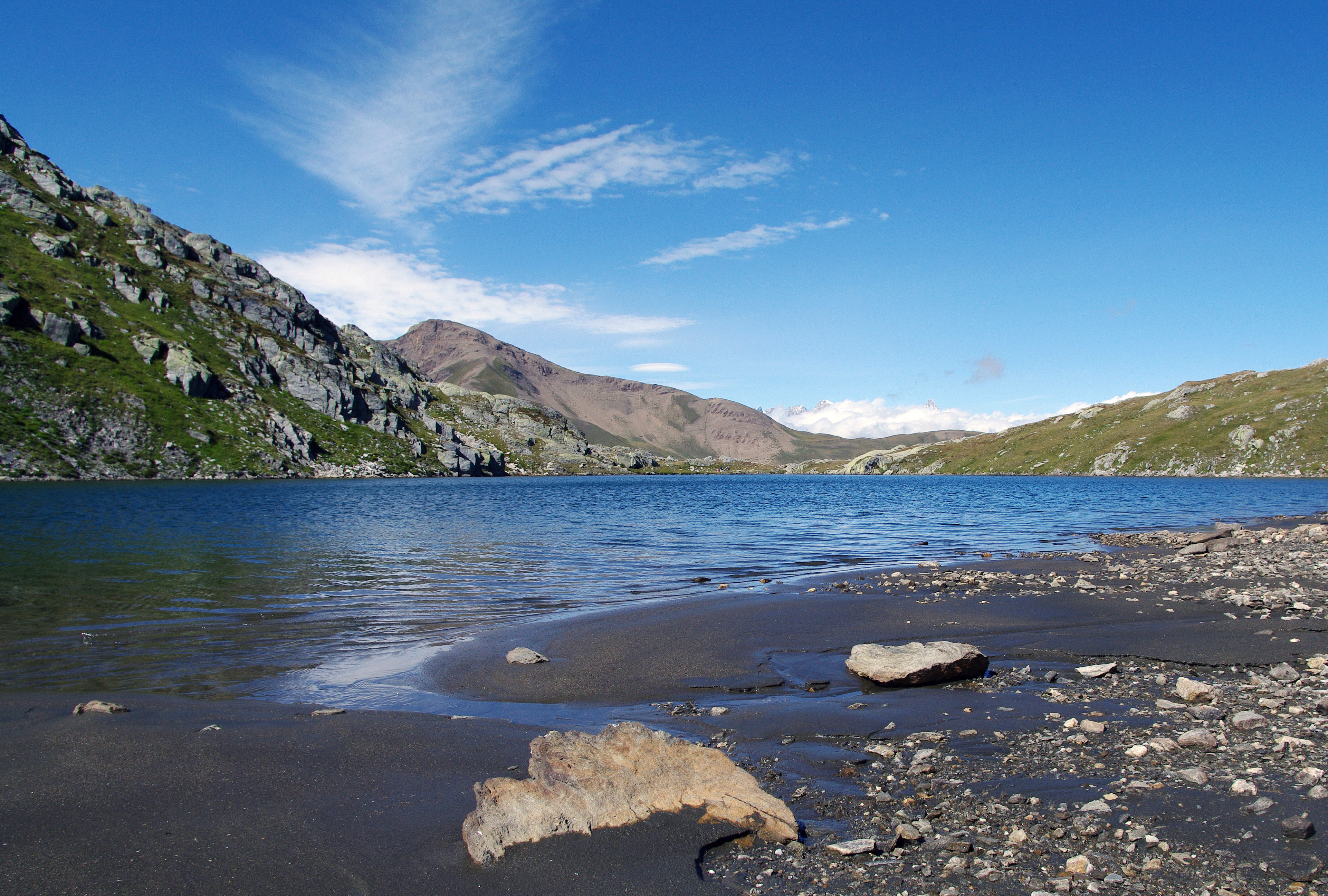
Blausee im Saflischtal

Das hintere Binntal (5090 ha) wurde 1977 in das Bundesinventar der Landschaften und Naturdenkmäler von nationaler Bedeutung (BLN) aufgenommen.
Die Moorlandschaft Albrun und die Flachmoore Oxefeld und Blatt wurden 1999 vom Kanton Wallis unter Schutz gestellt.
2002 lancierten die Gemeinden Binn, Ernen und Grengiols ein Projekt für einen Naturpark (160 km²).
Das Bundesparlament verabschiedete 2007 die rechtliche Grundlage für die Schaffung neuer Parks in der Schweiz. Seither widmen sich neun Artikel im Bundesgesetz über den Natur- und Heimatschutz (NHG) den Parks von nationaler Bedeutung. Die Verordnungen für diese Parks werden vom NHG detailliert geregelt.
Die Anerkennung des Parks als regionaler Naturpark durch Bund und Kanton erfolgte 2008. Der Parkperimeter wurden 2009 um die drei Gemeinden Blitzingen, Niederwald und Bister erweitert. Das Areal umfasste nun eine Fläche von 180 km² und erhielt im Jahre 2011 vom Bund das definitive Label für einen Regionalen Naturpark.
Im Jahr 2021 fand eine Erfolgskontrolle des Landschaftsparks statt. Da die Gemeinden Binn, Ernen, Grengiols und Bister im Jahr 2020 dem neuen Parkvertrag zustimmten, bestätigte das Bundesamt für Umwelt das Parklabel zur Weiterführung des Projekts bis zum Jahr 2031. Seit 2021 sind die Orte Niederwald und Blitzingen nicht mehr in den Parkperimeter eingeschlossen, da diesem nur ganze Gemeinden angehören dürfen.

## Natur- und Kulturlandschaft

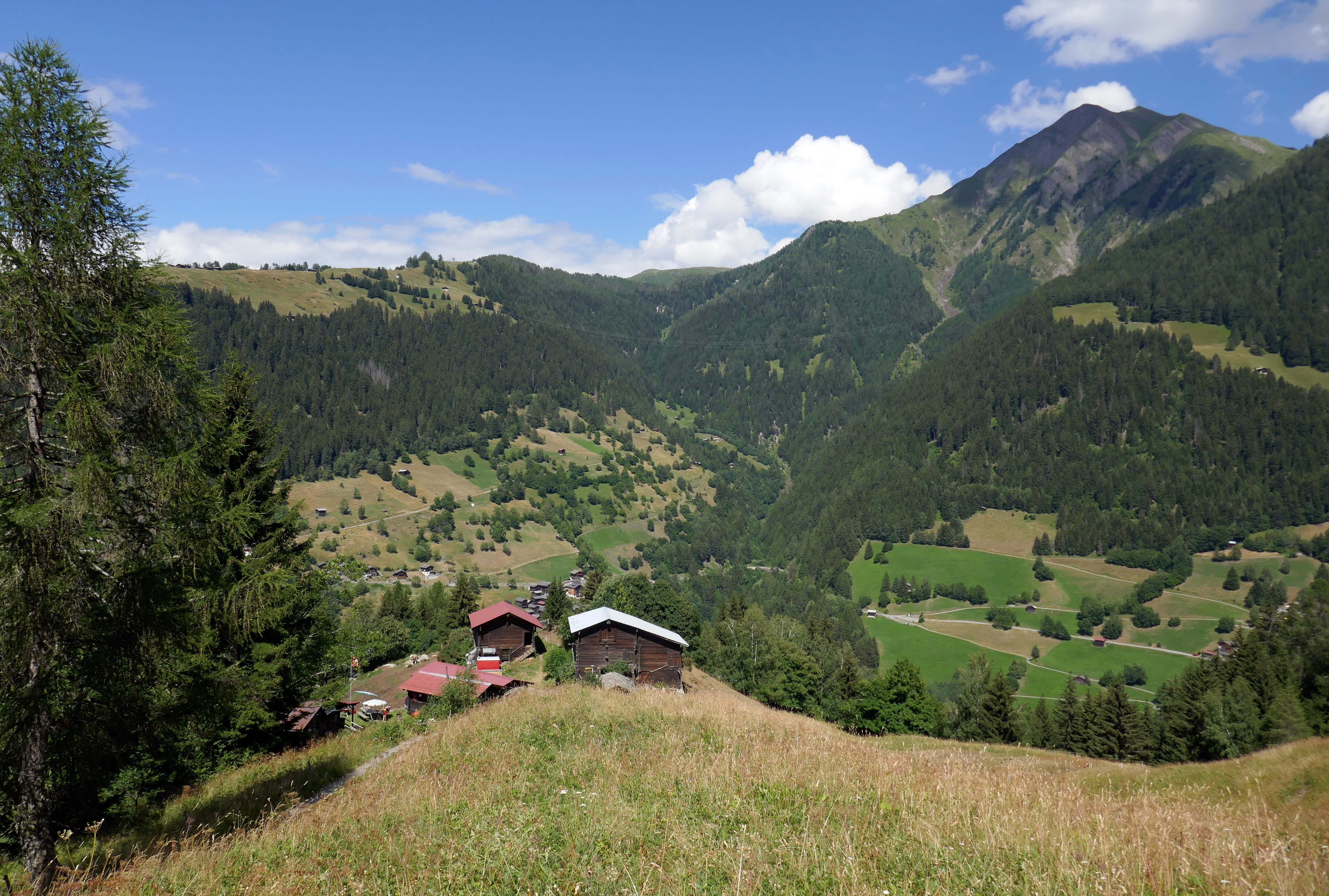
Schaertegga

Viele Tier- und, Pflanzenarten leben in den unterschiedlichen Zonen des Landschaftsparks Binntal, der Gebiete vom Rhonetal bis in die Hochalpen umfasst. 184 Tier- und Pflanzenarten der Roten Liste wurden bis heute entdeckt.
Zum Landschaftsbild zählen Natur- und Landwirtschaftsflächen mit einer hohen Biodiversität. Es finden sich Flachmoore, Magerrasen, Fichtenwälder, Alpweiden, Gletschervorfelder, Föhrenwälder, Bergseen, Felsensteppen und alpine Auen. Diese Vielfalt von Biotopen ist vom geologischen Untergrund, vom Klima, der Exposition und der traditionelle Bewirtschaftung der landwirtschaftlichen Flächen und der Wälder geprägt. Bis heute herrscht in der Region die bergbäuerliche Landwirtschaft vor.
Bei Grengiols befindet sich der einzige Standort der Grengjer-Tulpe, die der Botaniker Eduard Thommen 1945 entdeckte und die vom Landschaftspark weiter kultiviert wird.

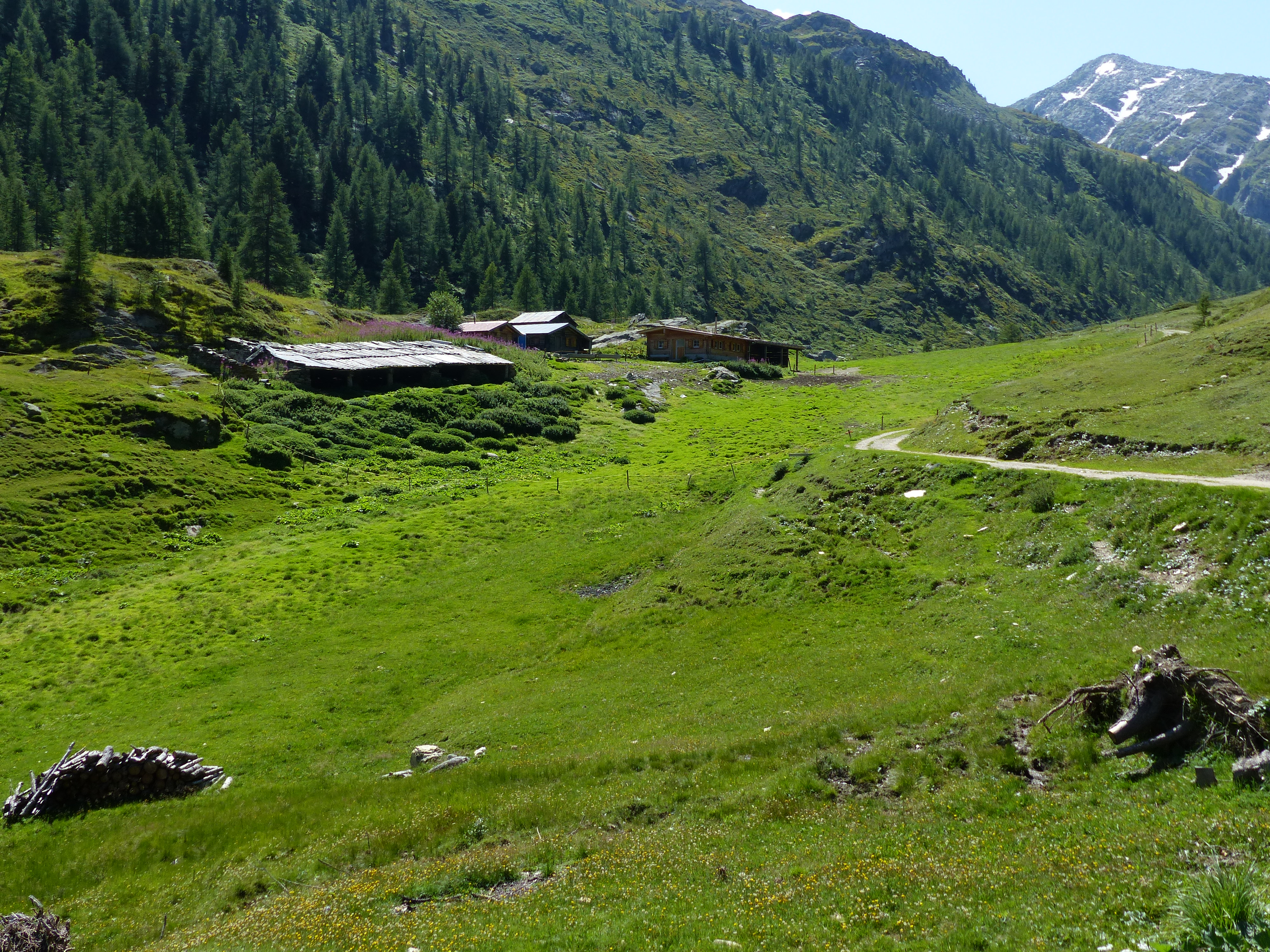
Alp Sickerchäller im Saflischtal

Auf den Bergrücken und hochgelegenen Terrassen und in den Hochtälern liegen ausgedehnte Alpweiden mit zahlreichen Sennereibetrieben. Die Weidegebiete weisen eine reiche Alpenflora auf. Auf Furgge, dem weiten Alpgelände am Breithorn oberhalb von Grengiols, befindet sich auf 2430 m. ü. M. die wohl am höchsten liegende Alpkäserei der Schweiz. Furgge ist die oberste Weide der fünf saisonalen Bergweiden der Alpgenossenschaft Grengiols im Saflischtal. Auch die Alpwirtschaft von Binn ist genossenschaftlich organisiert. Die auf den verstreuten Alpweiden produzierte Milch wird in einzelnen Sennereien und in der zentralen Alpkäserei zum regionalen Produkt «Alpkäse Binntal» verarbeitet. Die alte Alphütte auf dem Hanschbiel ist mit den ursprünglichen Sennereieinrichtungen erhalten geblieben und dient als Alpkäsereimuseum für Besucher des Binntals.

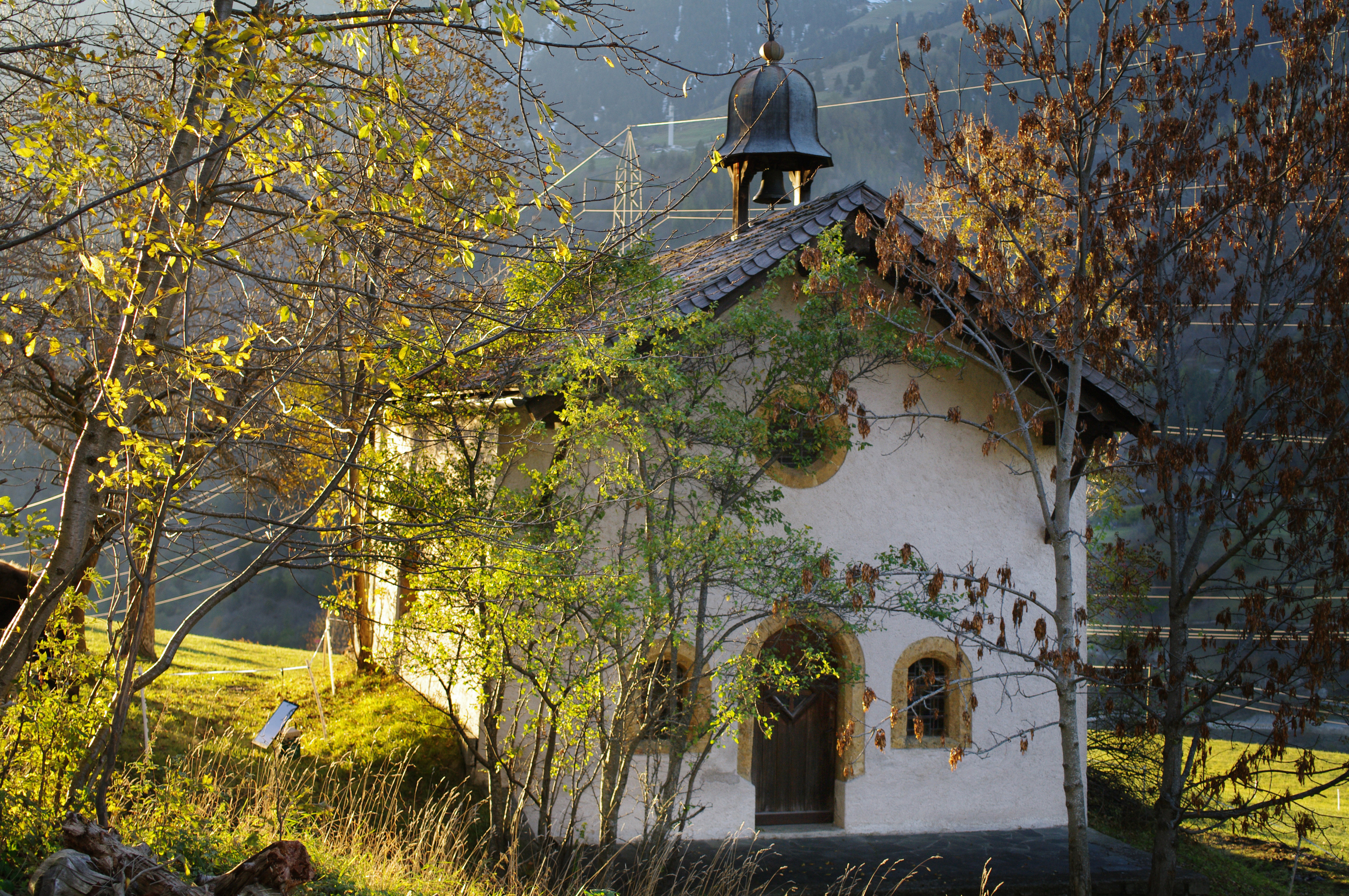
Kapelle Heilige Anna, Bister

Der Landschaftspark Binntal bildet eine wertvolle Kulturlandschaft. Zahlreiche Kapellen, Kirchen, Stadel und Speicher gelten als Kulturgüter von kantonaler und nationaler Bedeutung. Die Siedlungen mit dunklen Häusern aus Lärchenholz sind weitgehend intakt. Im Jahre 1979 erhielt Ernen vom Schweizer Heimatschutz den Wakkerpreis als Anerkennung für sein Ortsbild. Mühlebach besitzt den ältesten Dorfkern der Schweiz in Holzbauweise. Mehrere Ortsbilder haben Eingang ins Bundesinventar der Ortsbilder von nationaler Bedeutung (ISOS) gefunden:
- Weiler Schmidigehischere und Wileren (Binn)
- Weiler Fäld (Binn)
- Dorf Ernen
- Weiler Mühlebach (Ernen)
- Dorf Grengiols
- Dorf Niederwald
- Weiler Bodmen, Ammern, Wiler und Gadmen (Blitzingen)

Einige historische Bauwerke:
- Pfarrkirche Ernen
- Antoniuskapelle in Niederernen

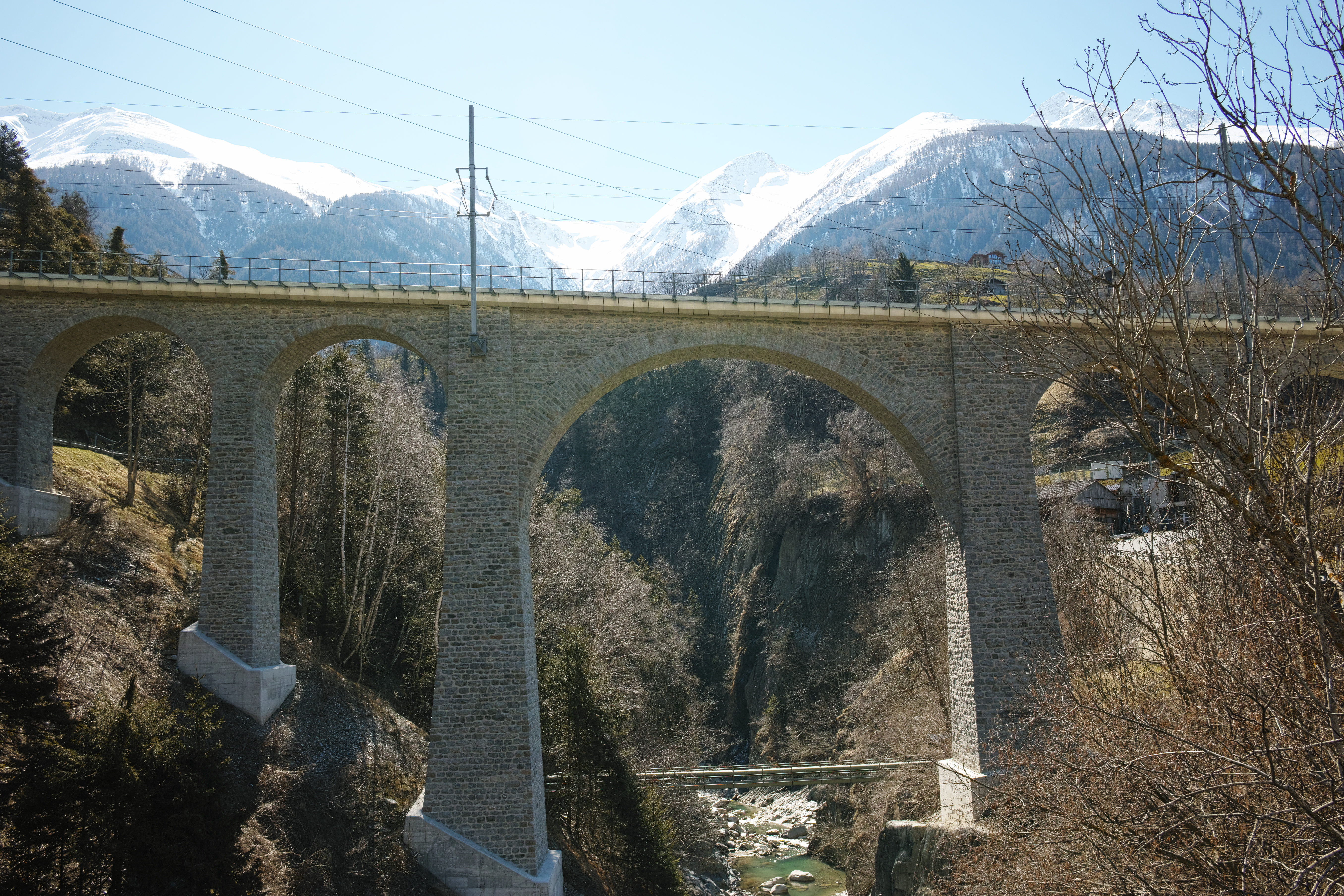
Eisenbahnbrücke über die Rhone bei Grengiols

- Zendenrathaus, Ernen, mit Museum und Archiv
- Geburtshaus von Matthäus Schiner in Ernen
- Kirche St. Michael in Wileren
- Wallfahrtskapelle Heiligkreuz
- Kirche St. Peter, Grengiols
- Eisenbahnbrücke über die Rhone bei Grengiols

## Schutzgebiete
| Nationale Inventare                                      | Fläche in ha   |
| -------------------------------------------------------- | -------------- |
| Bundesinventar der Landschaften und Naturdenkmäler       | 5'090 ha       |
| Bundesinventar der Moorlandschaften                      | 352 ha         |
| Flachmoore von nationaler Bedeutung                      | 9 ha           |
| Trockenwiesen- und weiden von nationaler Bedeutung       | 83 ha          |
| Bundesinventar der historischen Verkehrswege der Schweiz | Twingischlucht |

| Kantonale Inventare                 | Fläche in ha |
| ----------------------------------- | ------------ |
| Natur- und Landschaftsschutzgebiete | 3'494 ha     |
| Jagdbanngebiete                     | 2'142 ha     |
| Archäologische Schutzareale         | 168 ha       |

| Kommunale Inventare                 | Fläche in ha |
| ----------------------------------- | ------------ |
| Natur- und Landschaftsschutzgebiete | 306 ha       |
| Geschützte Landwirtschaftszone      | 147 ha       |

## Mineralogie
Bekannt wurde das Binntal im 19. Jahrhundert vor allem durch seine Mineralien. In der Region wurden über 320 verschiedene Mineralarten gefunden, über 150 davon in der Mineraliengrube Lengenbach, die zu den bedeutendsten Mineralienfundstellen der Erde gehört. 40 Mineralien haben das Binntal als Typ-Lokalität, Ein Sulfidmineral erhielt nach dem Fundort den Namen Lengenbachit.

## Verkehr und Tourismus

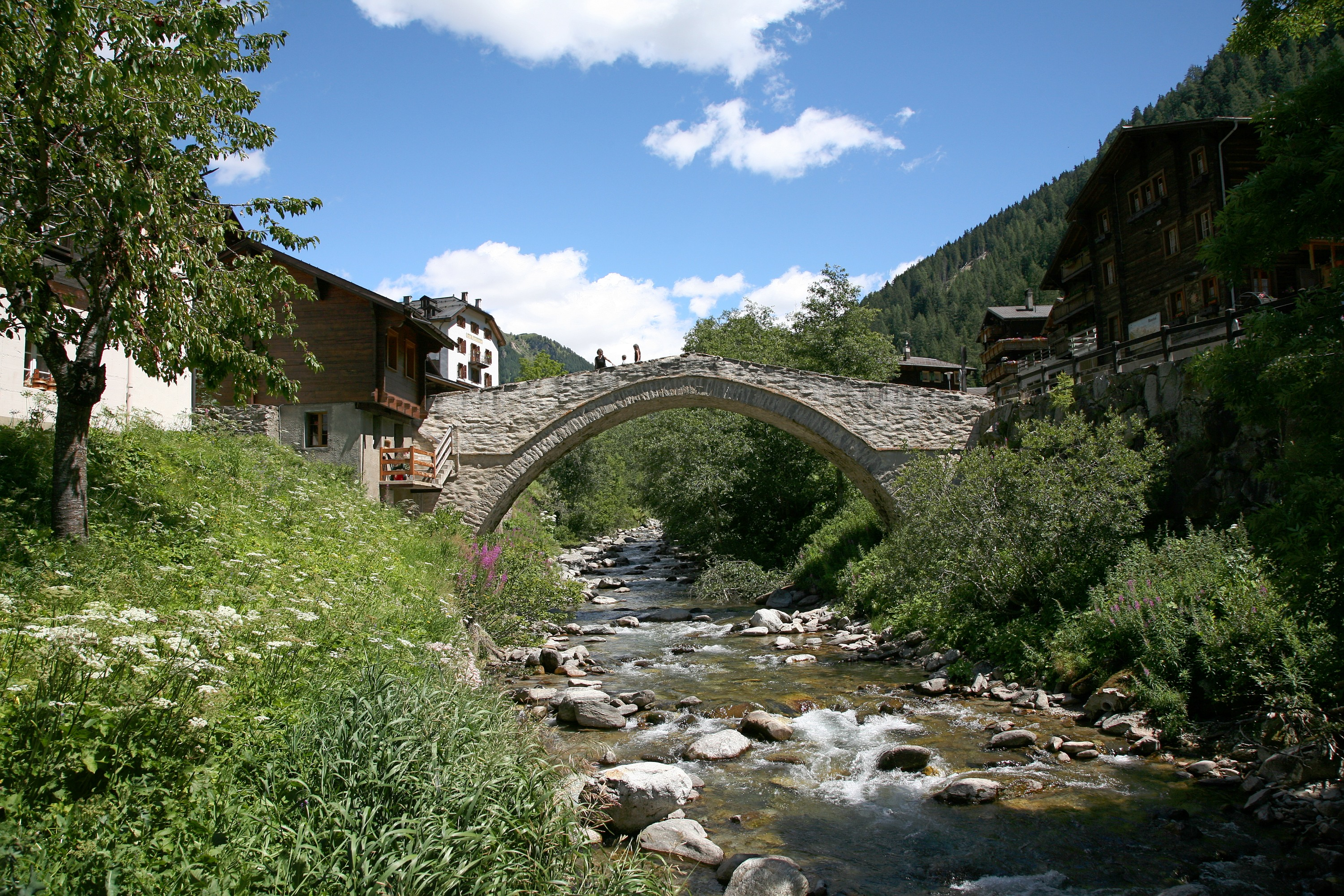
Brücke über die Binna

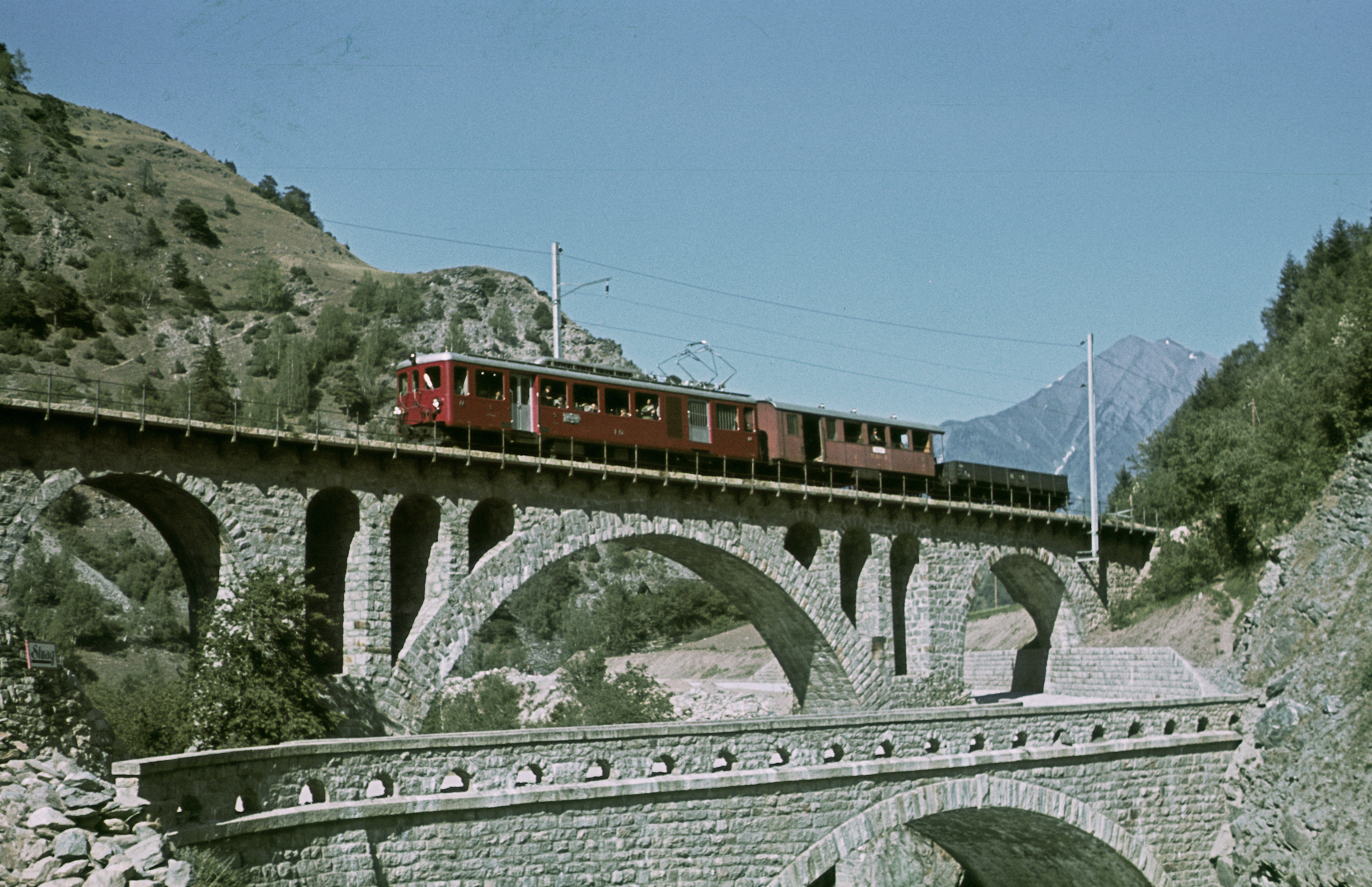
Strassenbrücke (vorn) und Nussbaum-Viadukt (hinten) über den Rotten bei Grengiols

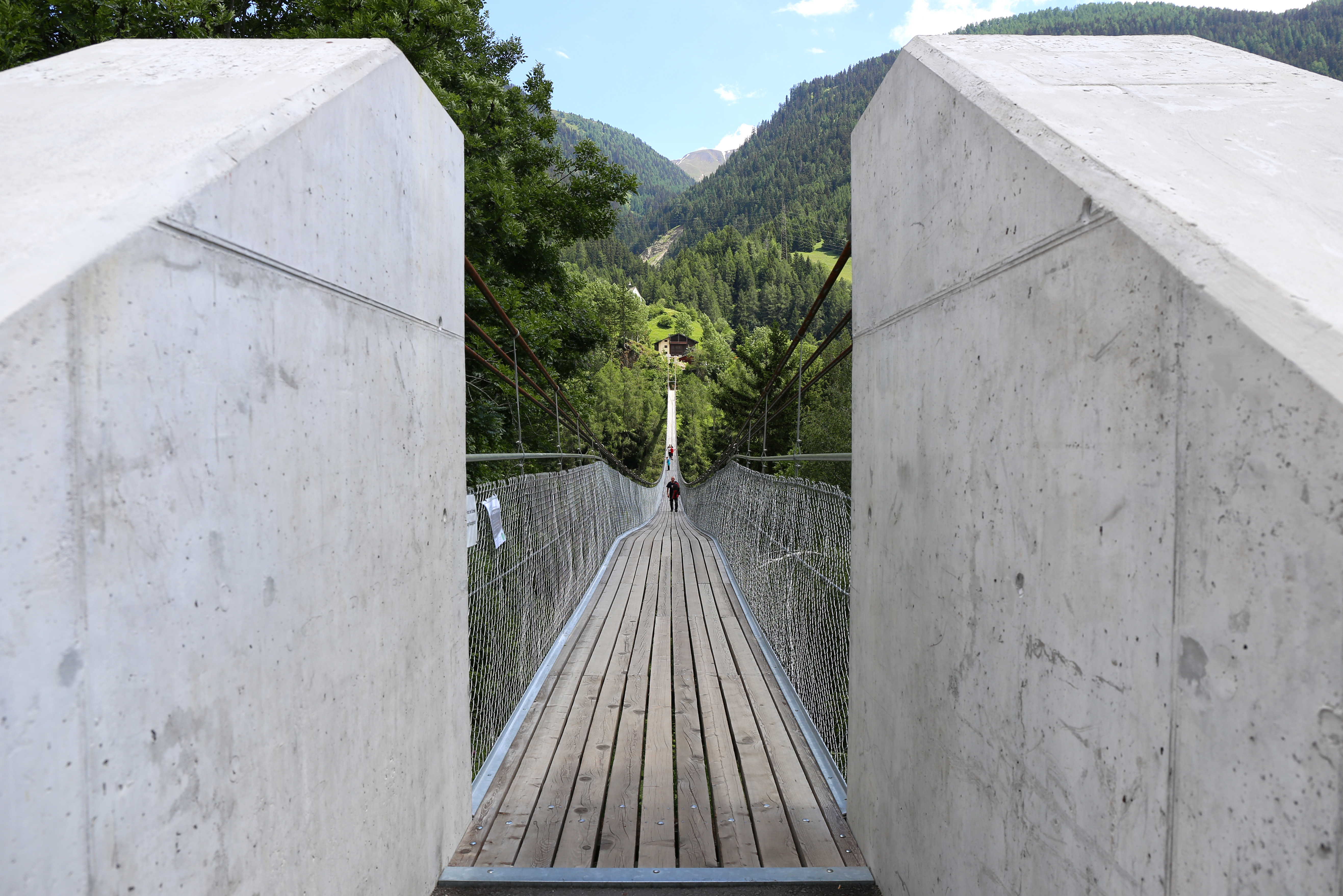
Hängebrücke «Goms Bridge»

Der alte Saumpfad über den Albrunpass (italienisch Bocchetta d'Arbola), der den Landschaftspark Binntal und den benachbarten Parco Naturale Veglia-Devero miteinander verbindet, ist der wichtigste historische Weg des Gebietes. Vermutlich wurde der Albrunpass (2409 m ü. M.) schon in der jüngeren Eisenzeit begangen. Bei Schmidigehischere in Binn wurden Überreste von keltischen Siedlungen und Gräber gefunden. In römischer Zeit gewann der Pass an Bedeutung, was durch mehrere Grabfunde im Binntal untermauert wird. In der Twingischlucht sind die Spuren einer alten Römerstrasse noch heute sichtbar.
Der Verkehr über den Pass war auch im Mittelalter bedeutend, ab dem 11. Jahrhundert wurde allerdings der weiter südlich liegende Simplonpass wichtiger. Die Walser benutzten den Pass seit Anfang des 13. Jahrhunderts für die Besiedlung des Valle d’Ossola. Im 15. Jahrhundert war die Begehung des Simplonpasses wegen der kriegerischen Konflikte des Wallis mit der Lombardei erschwert, daher diente der Albrunpass als Ausweichroute. Er war ein wichtiger Handelsweg für den Transport von Gütern und Lebensmitteln zwischen Nord und Süd. Der Pass wurde auch von Schmugglern und Partisanen gelegentlich genutzt. An den Gebirgsrouten bieten Schutzhütten, wie die Binntalhütte der Sektion Delémont des Schweizer Alpen-Clubs (SAC) und die Mittlenberghütte, eine Unterkunft an.
Eine große Rolle für die touristische Entwicklung spielte das Vorkommen an Mineralien. In der zweiten Hälfte des 19. Jahrhunderts wurde das Tal besonders von englischen Touristen besucht. Der Saumpfad durch die Twingischlucht wurde 1864 ausgebaut und im Jahr 1883 wurde das Hotel Ofenhorn eröffnet. Um 1900 waren die Einnahmen durch den Tourismus teilweise größer als die Einnahmen aus den bäuerlichen Betrieben.
Die alte Strasse durch die Twingischlucht, die heute als Wander- und Veloweg genutzt wird und zum Inventar historischer Verkehrswege der Schweiz gehört, wurde 1938 eröffnet. Seit 1964 erreicht man Binn durch einen rund zwei Kilometer langen Tunnel.
Einige Bergwege, die Höhe des Ärnergale, an welchem die ehemaligen Skilifte 2008 entfernt wurden, und der Albrunpass sind im Winter als Pfade für Skitouren und Schneeschuhwanderungen bekannt.
Im Rhonetal durchqueren bedeutende Verkehrswege das Gebiet des Landschaftsparks. Mit Ausnahme eines kurzen Abschnitts bei Grengiols liegen die Trassen auf der rechten Seite der Rhone. Die Hauptstrasse 19 verbindet das Wallis von Brig aus über den Furkapass und den Oberalppass mit dem Kanton Graubünden. Die Matterhorn-Gotthard-Bahn folgt ungefähr dem gleichen Streckenverlauf. Bei Grengiols überquert sie auf architekturgeschichtlich bedeutenden Ingenieurbauwerken den Fluss und die Hauptstrasse: Die Steinbogenbrücke von Grengiols (Bauzeit 1913), mit 48 Metern die höchste Brücke der Bahnstrecke, und der Nussbaumviadukt (Bauzeit 1915) zählen zu den hervorragenden Kunstbauten der Matterhorn-Gotthard-Bahn.
Bei Mühlebach überspannt die im Jahr 2015 eröffnete Hängebrücke «Goms Bridge» auf 92 Metern Höhe die Lammaschlucht des Rotten.
Im Gebiet von Grengiols liegt die Bahnstation von Betten mit der grossen Talstation der 1951 gebauten Luftseilbahn, die zum hoch über der rechten Talseite gelegenen Tourismusstation Bettmeralp VS führt.
Im Jahr 2017 lösten sich die örtlichen Tourismusvereine von Binn, Ernen und Grengiols auf und bildeten den neuen «Tourismusverein Landschaftspark Binntal».
Der Landschaftspark organisiert und koordiniert auch naturkundliche und kulturelle Veranstaltungen in den Ortschaften der Region.

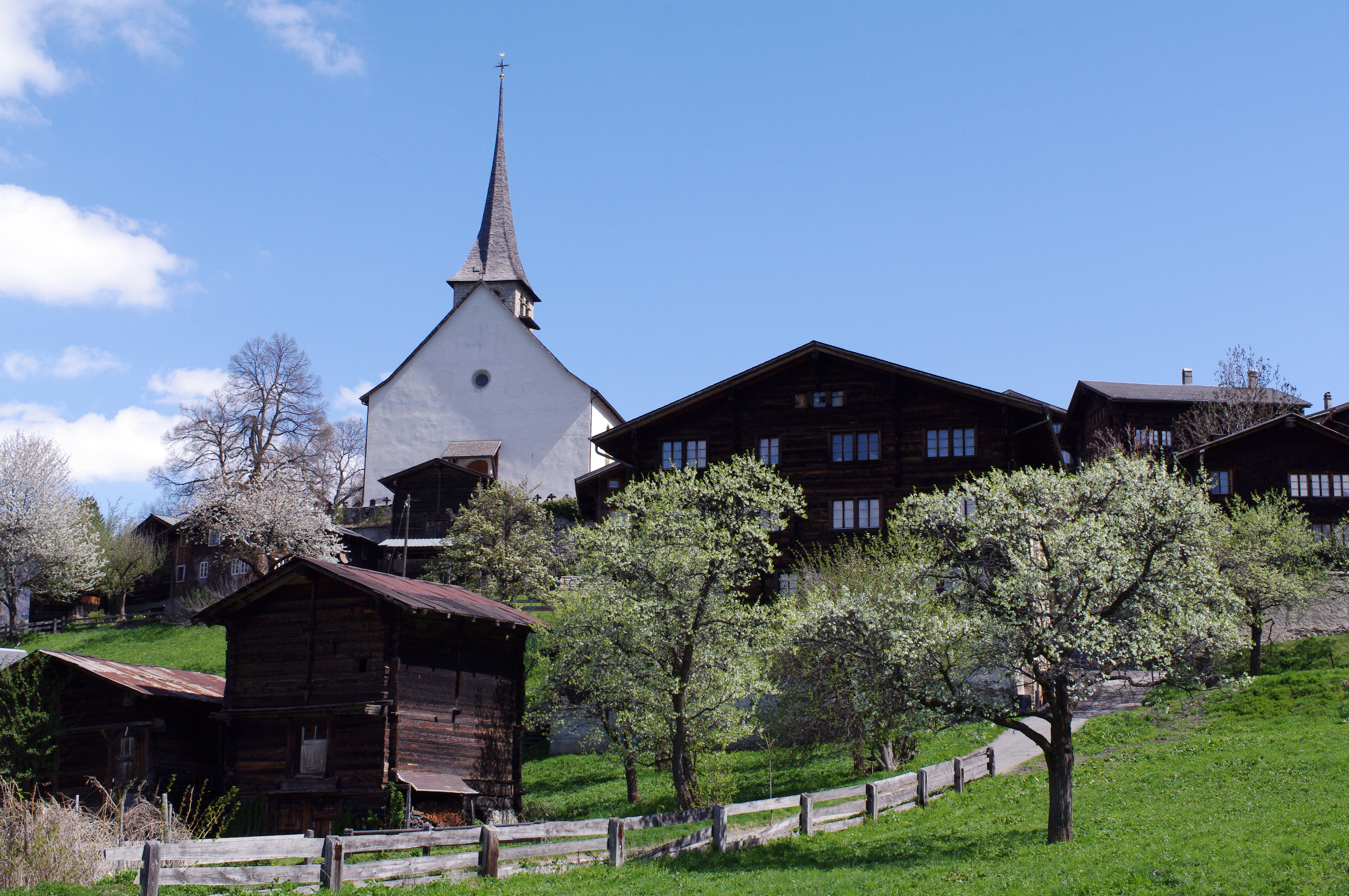
Ernen im Frühling

## Museen im Park
- Regionalmuseum in Binn: Das Untergeschoss umfasst eine Mineralienausstellung, das erste Geschoss widmet sich kulturgeschichtlichen Objekten aus Landwirtschaft, Handwerk und Tourismus, und im Obergeschoss findet sich eine archäologische Sammlung.
- Jost-Sigristen-Museum in Ernen: Im ehemaligen Wohnhaus von Jakob Valentin Sigristen (1733–1808), dem letzten Landeshauptmann der alten Republik Wallis vor der Besetzung durch die napoleonischen Truppen, zeigt eine Ausstellung seine Wohnung mit Amtsstube, Esszimmer und Küche.
- Kirchenmuseum bei der Pfarrkirche Ernen: Neben dem Kirchenschatz mit Reliquiaren, Monstranzen und Kelchen umfasst die Sammlung einen reichen Bestand von Textilien aus Genua und Mailand. Das Kirchenmuseum kann bei Dorfführungen besichtigt werden.
- Zendenrathaus in Ernen: Im Gerichtsgebäude befanden sich zwei dunkle Gefängniszellen und eine Folterkammer. Im ersten Geschoss urteilte das Gericht über die Angeklagten. Im obersten Stockwerk ist ein reicher Bestand von Urkunden ausgestellt, darunter ein Originalbrief von Kardinal Matthäus Schiner aus dem Jahre 1517. Das Zendenrathaus kann bei Dorfführungen besichtigt werden.
- Mineralienmuseum in Fäld: Neben dem Mineralienladen in Fäld befindet sich das Mineralienmuseum von André Gorsatt. Der Walliser Strahler hat sich mehr als 50 Jahre lang dem Sammeln von Mineralien im Binntal gewidmet und dabei eine einzigartige Sammlung von einheimischen Mineralien zusammengetragen.
- Alpkäsereimuseum Hanschbiel